# Bahr el Gazel Nord
Bahr el Ghazel Nord là một tỉnh của Chad ở vùng Bahr el Ghazel, một vùng của Chad với thành phố thủ phủ là Salal.

## Hành chính
Tỉnh gồm thành 3 phó tỉnh (sous-préfectures):
- Dourgoulanga
- Mandjoura
- Salal